# La mentira (série télévisée, 1965)
La mentira, est une telenovela mexicaine diffusée en 1965 par Canal 4.

## Distribution
- Julissa : Verónica
- Enrique Lizalde : Demetrio
- Fanny Cano : Virginia
- Alicia Montoya
- Enrique Rocha
- Miguel Manzano
- Chela Nájera
- Manolo García
- Aarón Hernán
- Malena Doria
- Carmen Cortés
- Leandro Martínez

## Versions

### Telenovelas
- El amor nunca muere (1982), réalisé par Alfredo Saldaña et produit par Ernesto Alonso pour Televisa; avec Christian Bach, Frank Moro et Silvia Pasquel
- La mentira (1998), réalisé par Sergio Castaño et produit par Carlos Sotomayor pour Televisa; avec Kate del Castillo, Guy Ecker et Karla Álvarez.
- El juramento (2008), produit par Mary-Kathryn Kennedy pour Telemundo; avec Natalia Streignard, Osvaldo Rios et Dominika Paleta.
- Cuando me enamoro (2010), réalisée par Karina Duprez et Lily Garza, produit par Carlos Moreno Laguillo pour Televisa; Silvia Navarro, Juan Soler et Jessica Coch.
- Corações Feridos (2012), réalisé par Del Rangel pour SBT; avec Patrícia Barros, Flávio Tolezani et Cynthia Falabella.

### Films
- La mentira (1952), réalisé par Juan J. Ortega; avec Marga López, Jorge Mistral et Gina Cabrera.
- La mentira (1970), réalisé par Emilio Gómez Muriel; avec Julissa, Enrique Lizalde et Blanca Sanchez.